# John Schmidt (atlet)
 For alternative betydninger, se John Schmidt. (Se også artikler, som begynder med John Schmidt)
John Schmidt (født 1935) er tidligere en dansk atlet. Han var medlem af Københavns IF. Han deltog i fire landskampe for Danmark.

## Danske mesterskaber
- Bronze 1960 1500 meter 4,00,3
- Bronze 1959 1500 meter 4,02,7
- Sølv 1958 1500 meter 3,59,7

## Personlige rekord
- 800 meter: 1,56,3 1958
- 1500 meter: 3,54,2 1959
- 3000 meter: 8,44,0 1960
- 5000 meter: 15,21,0 1960
- 400 meter hæk: 64,9 1960